# Чемпіонат Бразилії з футболу 2010
Чемпіонат Бразилії з футболу 2010 року  Серії А — 40-ий розіграш чемпіонату Бразилії з футболу. Турнір розпочався 8 травня і завершився 5 грудня і був проведений згідно з правилами попередніх років, коли була введена колова система.
Між сьомим і восьмим турами в турнірі була перерва у зв'язку з чемпіонатом світу з футболу 2010 у Південній Африці.
Доля титулу була вирішена лише в останньому турі. Три команди (Флуміненсе, Коринтіанс та Крузейру) підійшли до кінця з шансами на успіх. «Флуміненсе», будучи в ранзі лідера, добився необхідного результату, перемігши Гуарані, в той час як «Крузейро» здобули срібні нагороди, перемігши Палмейрас, і «Коринтіанс», зігравши внічию з Гояс, посіли третє місце. Для «Флуміненсе» це вже другий чемпіонський титул, перший був здобутий у 1984 році.
Фламенго, здобувши титул минулого року, не змогли повторити результат і посіли лише 14-е місце.

## Правила
Восьмий за рахунком сезон турнір проводиться за коловою системою. Команда з найбільшою кількістю очок оголошується чемпіоном. Останні чотири команди вибувають з дивізіону.

### Критерії розподілу місць
У разі рівності очок між двома командами, застосовуються такі критерії в такому порядку:
- Кількість перемог
- Різниця забитих і пропущених голів
- Забиті голи
- Матчі між собою
- Кількість червоних карток
- Кількість жовтих карток

## Підсумкова турнірна таблиця
| М  | Команда             | І  | В  | Н  | П  | РМ    | О  |
| -- | ------------------- | -- | -- | -- | -- | ----- | -- |
| 1  | Флуміненсе          | 38 | 20 | 11 | 7  | 62−36 | 71 |
| 2  | Крузейру            | 38 | 20 | 9  | 9  | 53−38 | 69 |
| 3  | Коринтіанс          | 38 | 19 | 11 | 8  | 65−41 | 68 |
| 4  | Ґреміу              | 38 | 17 | 12 | 9  | 68−43 | 63 |
| 5  | Атлетіко Паранаенсе | 38 | 17 | 9  | 12 | 43−45 | 60 |
| 6  | Ботафогу            | 38 | 14 | 17 | 7  | 54−42 | 59 |
| 7  | Інтернасьйонал      | 38 | 16 | 10 | 12 | 48−41 | 58 |
| 8  | Сантус              | 38 | 15 | 11 | 12 | 63−50 | 56 |
| 9  | Сан-Паулу           | 38 | 15 | 10 | 13 | 54−54 | 55 |
| 10 | Палмейрас           | 38 | 12 | 14 | 12 | 42−43 | 50 |
| 11 | Васко да Гама       | 38 | 11 | 16 | 11 | 43−45 | 49 |
| 12 | Сеара               | 38 | 10 | 17 | 11 | 35−44 | 47 |
| 13 | Атлетіко Мінейру    | 38 | 13 | 6  | 19 | 52−64 | 45 |
| 14 | Фламенго            | 38 | 9  | 17 | 12 | 41−44 | 44 |
| 15 | Аваі                | 38 | 11 | 10 | 17 | 49−58 | 43 |
| 16 | Атлетіко Гояніенсе  | 38 | 11 | 9  | 18 | 51−57 | 42 |
| 17 | Віторія             | 38 | 9  | 15 | 14 | 42−48 | 42 |
| 18 | Гуарані             | 38 | 8  | 13 | 17 | 33−53 | 37 |
| 19 | Гояс                | 38 | 8  | 9  | 21 | 41−68 | 33 |
| 20 | Ґреміу Пруденті     | 38 | 7  | 10 | 21 | 39−64 | 31 |

## Найкращі бомбардири
| # | Футболіст       | Команда             | Голи |
| - | --------------- | ------------------- | ---- |
| 1 | Жонас           | Ґреміу              | 23   |
| 2 | Неймар          | Сантус              | 17   |
| 3 | Бруно Сезар     | Коринтіанс          | 14   |
| 4 | Еліаш           | Атлетіко Гоіяніенсе | 12   |
| 4 | Обіна           | Атлетіко Мінейру    | 12   |
| 6 | Себаст'ян Абреу | Ботафогу            | 11   |
| 6 | Андре Ліма      | Ґреміу              | 11   |